# Sydney Siame
Sydney Siame (ur. 7 października 1997) – zambijski lekkoatleta specjalizujący się w biegach sprinterskich.
W 2014 został mistrzem olimpijskim młodzieży w biegu na 100 metrów. Brązowy medalista afrykańskiego czempionatu juniorów (2015). Brązowy medalista mistrzostw Afryki w sztafecie 4 × 100 metrów (2016).

## Osiągnięcia
| Rok  | Impreza                        | Miejsce      | Konkurencja             | Lokata     | Wynik |
| ---- | ------------------------------ | ------------ | ----------------------- | ---------- | ----- |
| 2014 | Mistrzostwa świata juniorów    | Eugene       | bieg na 100 metrów      | półfinał   | 10,68 |
| 2014 | Igrzyska olimpijskie młodzieży | Nankin       | bieg na 100 metrów      | 1. miejsce | 10,56 |
| 2015 | Mistrzostwa Afryki juniorów    | Addis Abeba  | bieg na 100 metrów      | 3. miejsce | 10,77 |
| 2015 | Mistrzostwa Afryki juniorów    | Addis Abeba  | bieg na 200 metrów      | 7. miejsce | 22,21 |
| 2015 | Mistrzostwa świata             | Pekin        | bieg na 200 metrów      | eliminacje | 21,08 |
| 2015 | Igrzyska afrykańskie           | Brazzaville  | bieg na 100 metrów      | –          | DQ    |
| 2015 | Igrzyska afrykańskie           | Brazzaville  | bieg na 200 metrów      | 7. miejsce | 21,21 |
| 2016 | Mistrzostwa Afryki             | Durban       | bieg na 200 metrów      | 5. miejsce | 20,83 |
| 2016 | Mistrzostwa Afryki             | Durban       | sztafeta 4 × 100 metrów | 3. miejsce | 39,77 |
| 2017 | Mistrzostwa świata             | Londyn       | bieg na 200 metrów      | półfinał   | 20,54 |
| 2018 | Halowe mistrzostwa świata      | Birmingham   | bieg na 60 metrów       | eliminacje | 6,88  |
| 2018 | Igrzyska Wspólnoty Narodów     | Gold Coast   | bieg na 200 metrów      | 5. miejsce | 20,62 |
| 2019 | Igrzyska afrykańskie           | Rabat        | bieg na 200 metrów      | 1. miejsce | 20,35 |
| 2019 | Mistrzostwa świata             | Doha         | bieg na 200 metrów      | eliminacje | 20,58 |
| 2021 | Igrzyska olimpijskie           | Tokio        | bieg na 200 metrów      | eliminacje | 21,01 |
| 2022 | Mistrzostwa Afryki             | Saint-Pierre | bieg na 100 metrów      | półfinał   | 10,50 |
| 2022 | Mistrzostwa Afryki             | Saint-Pierre | bieg na 200 metrów      | półfinał   | 21,31 |

## Rekordy życiowe
- bieg na 60 metrów (hala) – 6,85 (2018)
- Bieg na 100 metrów – 10,06 (2018)
- Bieg na 200 metrów – 20,16 (2019) rekord Zambii